# Seznam čeških kemikov
Seznam čeških kemikov.

## A
- Michail Ajvaz (1904–1994)
- Ludwig Ausserwinkler (1859–1933)

## B
- Rudolf Bárta (1897–1985)
- Václav Bartoš
- Johann Böhm
- Bohuslav Brauner

## C
- Carl Ferdinand Cori
- Gerty Cori

## Č
- Vladimír Čermák

## D
- Jiří Drahoš

## H
- Jaroslav Heyrovský (nobelova n.)
- Antonín Holý (1936–2012)
- Miroslav Holub ?

## L
- Drahoslav Lím
- Johann Josef Loschmidt

## M
- Zdeněk Matějka

## N
- Josef Petr Novák

## S
- Zdenko Hans Skraup

## Š
- Vojtěch Šafařík
- Ana (Jenko) Štěrba-Böhm (1885–1936) (slov.-češ.)
- Jan Stanislav Štěrba-Böhm (1874–1938)

## V
- Emil Votoček

## W
- Otto Wichterle

## Z
- Rudolf Zahradník
- Eva Zažímalová (1955 -)